# Jeff Simon
Jeff Simon (ur. 17 sierpnia 1989) – amerykański łyżwiarz szybki, startujący w short tracku. Medalista mistrzostw świata.